# Andrzej Filończyk
Andrzej Filończyk (ur. 20 października 1994 we Wrocławiu) – polski śpiewak operowy, międzynarodowy solista (baryton).

## Edukacja muzyczna
W 2000 roku rozpoczął naukę w Państwowej Szkole Muzycznej I st. im. Fryderyka Chopina w Oleśnicy w klasie fortepianu Zdzisławy Rychlewskiej. Kontynuował naukę na tym instrumencie w Państwowej Szkole Muzyczne II st. im. Ryszarda Bukowskiego we Wrocławiu. Zakończył naukę gry na fortepianie w roku 2011. Następnie kontynuował naukę w klasie śpiewu prof. Bogdana Makala. W roku 2017 ukończył studia i został absolwentem klasy śpiewu prof. Bogdana Makala na Akademii Muzycznej im. Karola Lipińskiego we Wrocławiu. Od czerwca 2014 był uczestnikiem Akademii Operowej przy Teatrze Wielkim Operze Narodowej pod kierunkiem Eytana Pessena. Został członkiem Międzynarodowego Opera Studio przy Operze Zurychskiej (sezon 2016/2017). W latach 2009–2011 uczęszczał do Studium Tańca i Baletu przy Operze Wrocławskiej.

## Konkursy

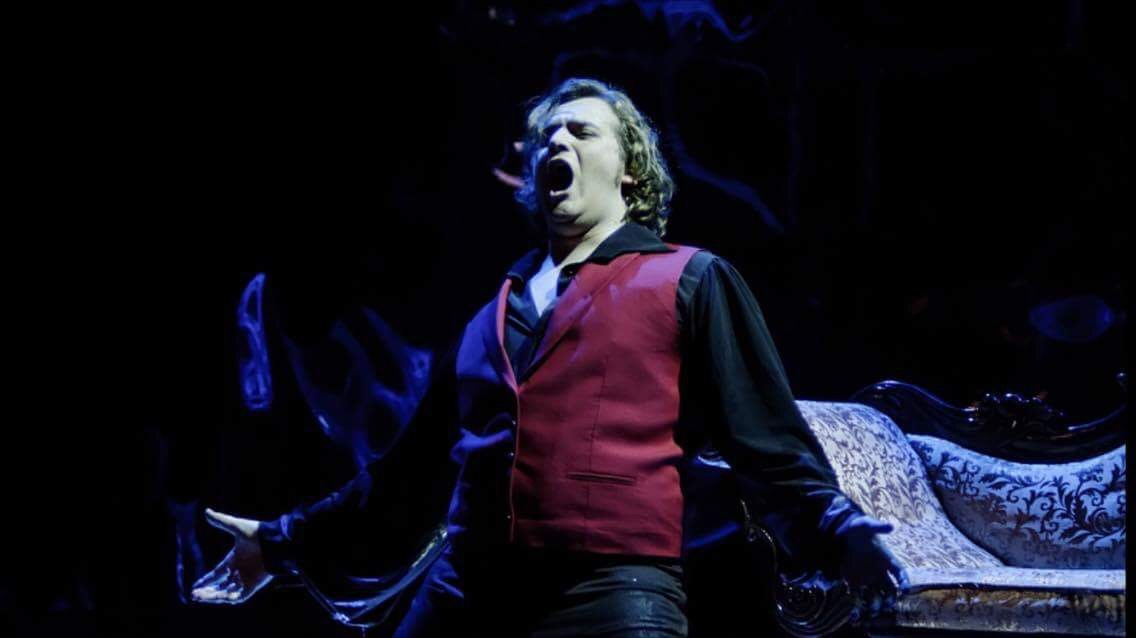
Oniegin, debiut Teatr Wielki im. S. Moniuszki w Poznaniu 2015

I nagroda w Międzynarodowym Konkursie Wokalnym w Petrovicach (Czechy lipiec 2013), I miejsce w V Ogólnopolskim Konkursie Wokalnym im. Barbary Kostrzewskiej w Rzeszowie (listopad 2013), Grand Prix i I miejsce oraz Nagroda za Najlepsze Wykonanie Arii Polskiej na XIII Ogólnopolskim Konkursie Wokalnym im. Franciszki Platówny we Wrocławiu (kwiecień 2014), I miejsce oraz Nagrodę za Najlepsze Wykonanie Utworu Polskiego w VI Ogólnopolskim Konkursie Wokalny im. Krystyny Jamroz w Kielcach (kwiecień 2014). Na Międzynarodowym Konkursie im. Bohuslava Martinů w Pradze (Czechy październik 2014) zdobył I miejsce, Nagrodę dla Najlepszego Uczestnika Konkursu oraz Nagrodę za Najlepsze Wykonanie Pieśni XX wieku. W maju 2016 otrzymał pierwsza nagrodę oraz nagrodę dla najlepszego polskiego głosu w Międzynarodowym Konkursie Woklanym im. Stanisława Moniuszki w Warszawie. Zdobył Teatralną Nagrodę Muzyczną im. Jana Kiepury 2015 w kategorii Najlepszy Debiut Śpiewaka za rolę Tonia w „Pajacach” wystawionych w Teatrze Wielkim im S. Moniuszki w Poznaniu. W 2023 został nagrodzony International Opera Award w kategorii "Młody śpiewak"

## Zrealizowane angaże operowe
| Rola                 | Tytuł                     | Kompozytor              | Miejsce                                    | Dyrygent                             | Data             |
| -------------------- | ------------------------- | ----------------------- | ------------------------------------------ | ------------------------------------ | ---------------- |
| Tonio                | „Pagliacci”               | Ruggero Leoncavallo     | Teatr Wielki im. S. Moniuszki w Poznaniu   | Gabriel Chmura                       | 31.01.2015       |
| Il Commissario       | „Madama Butterfly”        | Giacomo Puccini         | Teatr Wielki Opera Narodowa w Warszawie    | Andrej Jurkiewicz                    | maj 2015         |
| Marullo              | „Rigoletto”               | Giuseppe Verdi          | Teatr Wielki Opera Narodowa w Warszawie    | Andrej Jurkiewicz                    | grudzień 2015    |
| Eugeniusz Oniegin    | „Eugeniusz Oniegin”       | Piotr Czajkowski        | Teatr Wielki im. S. Moniuszki w Poznaniu   | Gabriel Chmura                       | styczeń 2016     |
| Shaunard             | „La Bohème”               | Giacomo Puccini         | Teatro Lirico di Cagliari                  | Michelangelo Mazza                   | kwiecień 2016    |
| Eugeniusz Oniegin    | „Eugeniusz Oniegin”       | Piotr Czajkowski        | Teatr Wielki im. S. Moniuszki w Poznaniu   | Gabriel Chmura                       | maj 2016         |
| Szczełkałow          | „Borys Godunow”           | Modest Musorgski        | Teatr Wielki im. S. Moniuszki w Poznaniu   | Gabriel Chmura                       | czerwiec 2016    |
| Serviteur            | „Thaïs”                   | Jules Massenet          | Salzburger Festspiele                      | Patrick Fournillier                  | sierpień 2016    |
| Deputato             | „Don Carlos”              | Giuseppe Verdi          | Opernhaus Zurych                           | Fabio Luisi                          | grudzień 2016    |
| Silvio               | „Pagliacci”               | Ruggero Leoncavallo     | Teatro Regio di Torino                     | Nicola Luisotti                      | styczeń 2017     |
| Figaro               | „Il Barbiere di Siviglia” | Gioacchino Rossini      | Ishikawa Ongakudō, Kanazawa                | Marc Minkowski                       | marzec 2017      |
| Der Wirt, Matthias   | „Ognisty anioł (opera)”   | Siergiej Prokofjew      | Opernhaus Zurych                           | Gianandrea Noseda                    | maj 2017         |
| Figaro               | „Il Barbiere di Siviglia” | Gioacchino Rossini      | Opernhaus Zurych                           | Enrique Mazzola                      | czerwiec 2017    |
| Gubetta              | „Lucrezia Borgia”         | Gaetano Donizetti       | Salzburger Festspiele                      | Marco Armiliato                      | sierpień 2017    |
| Deputato             | „Don Carlos”              | Giuseppe Verdi          | Opéra Bastille, Paryż                      | Philippe Jordan                      | październik 2017 |
| Figaro               | „Il Barbiere di Siviglia” | Gioacchino Rossini      | Opernhaus Zurych                           | Enrique Mazzola                      | październik 2017 |
| Silvio               | „Pagliacci”               | Ruggero Leoncavallo     | Royal Opera House, Londyn                  | Daniel Oren                          | grudzień 2017    |
| Lord Guglielmo Cecil | „Maria Stuarda”           | Gaetano Donizetti       | Opernhaus Zurych                           | Enrique Mazzola                      | kwiecień 2018    |
| Shaunard             | „La Bohème”               | Giacomo Puccini         | Royal Opera House, Londyn                  | Nicola Luisotti                      | maj 2018         |
| Figaro               | „Il Barbiere di Siviglia” | Gioacchino Rossini      | Teatr Bolszoj, Moskwa                      | Pier Giorgio Morandi                 | listopad 2018    |
| Marcello             | „La Bohème”               | Giacomo Puccini         | Teatr Miejski w Klagenfurcie               | Lorenzo Viotti                       | grudzień 2018    |
| Marcello             | „La Bohème”               | Giacomo Puccini         | Four Seasons Centre, Toronto               | Paolo Carignani, Antonello Allemandi | kwiecień 2019    |
| Il Conte d’Almaviva  | „Le Nozze di Figaro”      | Wolfgang Amadeus Mozart | El Palau de les Arts Reina Sofía, Walencia | Christopher Moulds                   | wrzesień 2019    |
| Frank, Fritz         | „Die tote Stadt”          | Erich Wolfgang Korngold | Bawarska Opera Narodowa, Monachium         | Kiriłł Pietrienko                    | listopad 2019    |
| Marcello             | „La Bohème”               | Giacomo Puccini         | Royal Opera House, Londyn                  | Emmanuel Villaume                    | styczeń 2020     |
| Belcore              | "L’elisir d’amore”        | Gaetano Donizetti       | Ópera de Las Palmas                        | José Miguel Pérez-Sierra             | marzec 2020      |
| sir Riccardo Forth   | „I Puritani”              | Vincenzo Bellini        | Oper Frankfurt                             | Oksana Lyniv                         | wrzesień 2020    |
| Don Giovanni         | „Don Giovanni”            | Wolfgang Amadeus Mozart | Semperoper, Drezno                         | Omer Meir Wellber                    | październik 2020 |
| Figaro               | „Il Barbiere di Siviglia” | Gioacchino Rossini      | Teatro dell’ Opera, Rzym                   | Daniele Gatti                        | grudzień 2020    |
| Sharpless            | „Madame Butterfly”        | Giacomo Puccini         | Circo Massimo 2021, Rzym                   | Donato Renzetti                      | lipiec 2021      |
| Marcello             | „La Bohème”               | Giacomo Puccini         | Teatro di San Carlo, Neapol                | Juraj Valcuha                        | październik 2021 |
| Figaro               | „Il Barbiere di Siviglia” | Gioacchino Rossini      | Teatre Principal, Mahon                    | Michele Gamba                        | październik 2021 |
| Marcello             | „La Bohème”               | Giacomo Puccini         | Teatro Real, Madryt                        | Nicola Luisotti                      | grudzień 2021    |
| Lescaut              | „Manon”                   | Jules Massenet          | Opéra Bastille, Paryż                      | James Gaffigan                       | luty 2022        |
| Enrico Ashton        | "Lucia di Lammermoor”     | Gaetano Donizetti       | Bawarska Opera Narodowa, Monachium         | Evelino Pido                         | marzec 2022      |
| Malatesta            | „Don Pasquale”            | Gaetano Donizetti       | Royal Opera House, Londyn                  | Giacomo Sagripanti                   | maj 2022         |
| Figaro               | „Il Barbiere di Siviglia” | Gioacchino Rossini      | Opéra Bastille, Paryż                      | Roberto Abbado                       | maj 2022         |
| Belcore              | "L’elisir d’amore”        | Gaetano Donizetti       | Choregies d’Orange                         | Giacomo Sagripanti                   | lipiec 2022      |
| Raimbaud             | „Le Comte Ory”            | Gioacchino Rossini      | Rossini Opera Festival, Pesaro             | Diego Matheuz                        | sierpień 2022    |
| Malatesta            | „Don Pasquale”            | Gaetano Donizetti       | Gran Teatre del Liceu, Barcelona           | Josep Pons                           | wrzesień 2022    |
| sir Riccardo Forth   | „I Puritani”              | Vincenzo Bellini        | ABAO, Bilbao                               | Giacomo Sagripanti                   | październik 2022 |
| Marcello             | „La Bohème”               | Giacomo Puccini         | Staatsoper Unter den Linden, Berlin        | Massimo Zanetti                      | grudzień 2022    |
| Figaro               | „Il Barbiere di Siviglia” | Gioacchino Rossini      | Royal Opera House, Londyn                  | Rafael Payaer                        | luty 2023        |
| Marcello             | „La Bohème”               | Giacomo Puccini         | Opéra Bastille, Paryż                      | Michele Mariotti                     | maj 2023         |
| Marcello             | „La Bohème”               | Giacomo Puccini         | Teatro di San Carlo, Neapol                | Francesco Lanzillotta                | lipiec 2023      |
| Mercutio             | „Roméo et Juliette”       | Charles Gounod          | ABAO, Bilbao                               | Lorenzo Passerini                    | listopad 2023    |
| Silvio               | „Pagliacci”               | Ruggero Leoncavallo     | Royal Opera House, Londyn                  | Daniel Oren                          | grudzień 2023    |
| Figaro               | „Il Barbiere di Siviglia” | Gioacchino Rossini      | Teatro Regio di Parma                      | Diego Ceretta                        | styczeń 2024     |
| Enrico Ashton        | "Lucia di Lammermoor”     | Gaetano Donizetti       | Bawarska Opera Narodowa, Monachium         | Antonino Fogliani                    | styczeń 2024     |
| Don Giovanni         | „Don Giovanni”            | Wolfgang Amadeus Mozart | Teatro di San Carlo, Neapol                | Constantin Trinks                    | luty 2024        |
| Enrico Ashton        | "Lucia di Lammermoor”     | Gaetano Donizetti       | Deutsche Oper, Berlin                      | Ivan Repusić                         | marzec 2024      |
| Don Giovanni         | „Don Giovanni”            | Wolfgang Amadeus Mozart | Wiener Staastoper, Wiedeń                  | Bertrand de Billy                    | kwiecień 2024    |
| Belcore              | "L’elisir d’amore”        | Gaetano Donizetti       | Hamburgische Staasoper, Hamburg            | Matteo Beltrami                      | czerwiec 2024    |
| Don Giovanni         | „Don Giovanni”            | Wolfgang Amadeus Mozart | Deutsche Oper, Berlin                      | Daniel Cohen                         | czerwiec 2024    |
| Figaro               | „Il Barbiere di Siviglia” | Gioacchino Rossini      | Rossini Opera Festival, Pesaro             | Lorenzo Passerini                    | sierpień 2024    |
| Belcore              | "L’elisir d’amore”        | Gaetano Donizetti       | Bawarska Opera Narodowa, Monachium         | Michele Spotti                       | październik 2024 |
| Lord Guglielmo Cecil | „Maria Stuarda”           | Gaetano Donizetti       | Teatro Real, Madryt                        | José Miguel Pérez-Sierra             | grudzień 2024    |
| Figaro               | „Il Barbiere di Siviglia” | Gioacchino Rossini      | Teatr Wielki im. S. Moniuszki w Poznaniu   | Antonello Allemandi                  | styczeń 2025     |

## Przyszłe angaże
| Rola         | Tytuł                     | Kompozytor          | Miejsce                            | Dyrygent          | Data          |
| ------------ | ------------------------- | ------------------- | ---------------------------------- | ----------------- | ------------- |
| Figaro       | „Il Barbiere di Siviglia” | Gioacchino Rossini  | Wiener Staastoper, Wiedeń          | Diego Matheuz     | luty 2025     |
| Marquis Posa | „Don Carlos”              | Giuseppe Verdi      | Opéra Bastille, Paryż              | Simone Young      | marzec 2025   |
| Lescaut      | „Manon”                   | Jules Massenet      | Opéra Bastille, Paryż              | Pierre Dumoussaud | maj 2025      |
| Silvio       | „Pagliacci”               | Ruggero Leoncavallo | Bawarska Opera Narodowa, Monachium | Andrea Battistoni | czerwiec 2025 |

## Koncerty
| Repertuar                                | Wydarzenie                      | Dyrygent             | Data          |
| ---------------------------------------- | ------------------------------- | -------------------- | ------------- |
| Wybór arii                               | Avenches Opera Festival         | Laurent Gendre       | czerwiec 2019 |
| Ruggero Leoncavallo – "Pagliacci”        | NDR Klassik Open Air Festival   | Keri-Lynn Wilson     | lipiec 2019   |
| Fragmenty „Il Barbiere di Siviglia”      | Gala Sylwestrowa Opera Narodowa | Patricka Fournillier | grudzień 2020 |
| Wybór arii i duetów                      | NDR Klassik Open Air Festival   | Ivan Repusić         | sierpień 2021 |
| Wybór arii i duetów                      | Gala Lyrique Renée Fleming      | James Conlon         | kwiecień 2022 |
| R. Schumann – „Dichterliebe”, wybór arii | FILOŃCZYK/ BIEL                 | –                    | grudzień 2022 |
| V. Bellini – „Beatrice di Tenda”         | Teatro di San Carlo, Neapol     | Giacomo Sagripanti   | wrzesień 2023 |

## Pandemia COVID19
W trakcie pandemii wirusa COVID19 w 2020 oraz 2021 r. cały świat operowy został wstrzymany.
Odwołany został jego debiut w Metropolitan Operze w Nowym Jorku – Lord Guglielmo Cecil (kwiecień 2020) – nie odbyły się również liczne transmisje kinowe z tym występem związane
Andrzej Filończyk stracił również możliwość wystąpienia jako Szczełkałow w Bawarskiej Operze Narodowej (marzec 2020), Shaunard w Paryskiej Operze Bastille (maj 2020), Figaro na festiwalu Soirées Lyriques de Sanxay (sierpień 2020), Belcore w Lyric Opera House, Chicago (luty 2021), Shaunard w Metropolitan Operze w Nowym Jorku (kwiecień 2021), Sharpless w Teatro di San Carlo w Neapolu (maj 2021).

## Nauka
Swoje umiejętności wokalne rozwijał na wielu zajęciach z następującymi nauczycielami śpiewu w kraju i za granicą;
- Neil Shicoff, Thomas Hampson (USA)
- Ryland Davies(inne języki) (Walia)
- prof. Izabela Kłosińska, Teresa Żylis-Gara, Artur Ruciński (Polska)

## Agencja
Od sezonu 2015/16 Andrzej Filończyk jest reprezentowany przez agenta Gianluca Macheda z „GM Art and Music”.

## Stypendia
Jest dwukrotnym stypendystą Ministra Kultury i Sztuki oraz Prezydenta Miasta Wrocław. W 2015 roku dołączył do grona śpiewaków uhonorowanych nagrodą fundacji Hans und Eugenia Jutting „Stiftung Stendal”.